# اینداکرینون
اینداکرینون (انگلیسی: Indacrinone) یک داروی دیورتیک لوپ است. می‌توان آن را در بیماران مبتلا به نقرس با فشار خون بالا به‌عنوان ضدفشار خون استفاده کرد، زیرا بازجذب اسید اوریک را کاهش می‌دهد، در حالی که سایر دیورتیک‌ها آن را افزایش می‌دهند.